# 羅賓漢大冒險
《羅賓漢大冒險》，港譯《俠盜羅賓漢》，是在NHK衛星第2頻道所播映的日本電視動畫作品，改編自法國作家亞歷山大·仲馬的作品《俠盜羅賓漢》（Robin Hood），自1990年7月29日播至1991年6月30日與1992年10月12日播至1992年10月28日，全58話。

## 作品概要
這部動畫的原作是亞歷山大·仲馬（大仲馬）的小說《俠盜羅賓漢》。
1990年7月29日至1991年6月30日，NHK衛星第2頻道的「週日動畫劇場」時段，從18點30分到19點00分（GMT+9）播放這部動畫的全39話加總集篇6話。與同日18點00分（GMT+9）開始播放的《鴉天狗卡布都》是在NHK衛星電視頻道首播的原創動畫系列作品。
這部動畫是為了外銷而製作的作品，未播放的第40話到第52話分為1季。1992年10月12日至1992年10月28日在「衛星動畫劇場」時段，在18點30分播放第40話到第52話。
1992年3月9日至1993年4月19日，臺灣電視公司以《羅賓漢》為名，在每星期二17點00分至17點30分（GMT+8）以國語配音播放這部動畫，搭配國語主題曲。衛視中文台以《羅賓漢大冒險》為名，向全亞洲播放廣東電視台漢語普通話配音版（片尾曲顯示廣東電視台工作人員表）。香港無綫電視翡翠台以《俠盜羅賓漢》為名、亞洲電視本港台以《羅賓漢》為名，播放香港粵語配音版。
2008年8月28日，CCTV-6取得授權後，將全片剪接成2小時中文配音電影版。該授權由於某種原因從義大利版進行再授權取得，所以片名為《羅賓漢‧義大利》；片尾曲改為一首義大利歌曲，工作人員名單也是翻譯的義大利文。

## 故事概要
12世紀的英格蘭諾丁漢郡，是在領主阿爾溫男爵的暴政下統治的。杭丁頓家反抗阿爾溫男爵，結果其宅邸遭焚燬，羅伯特·杭丁頓（通稱：羅賓漢）與其堂親們一起逃進國王領地雪伍德森林。羅賓用父親留給他的弓箭當作武器，討伐阿爾溫男爵；然而，他又捲入約翰親王想篡位而被阿爾溫男爵陷害成通緝犯的陰謀裡。

## 登場人物

### 羅賓漢身邊相關人物
羅伯特·杭丁頓（Robert Huntingdon，配音員：伊倉一惠；香港：雷碧娜；台灣：劉傑）
本故事的主角，通稱「羅賓漢（Robin Hood）」或「羅賓」，生於貴族杭丁頓家。因為反抗阿爾溫，他的雙親被以意外事故的方式殺害，然後宅邸遭到祝融。他和堂兄妹一起逃到國王領地·雪伍德森林，與威爾還有山賊他們還有夥伴們一起共同抵抗阿爾溫的暴政。
他的武器是父親喬治留給他的遺物弓箭，但「凡是心靈不純潔的人，無法拉開那把弓箭」。他有著很強的正義感，很會為夥伴著想，但他重頭到尾不贊成小約翰所做的山賊搶奪行為，並希望小約翰能夠幫助有困難的人。
瑪麗安·蘭開斯特（Marian Lancaster，配音員：松井菜櫻子；香港：曾佩儀、樂蔚；台灣：李直平）
本作的女主角，貴族蘭開斯特家族的千金小姐。她擁有的黃金十字架是掌握森林財寶的鑰匙。她在被作為阿爾溫男爵的人質並前往諾丁漢城堡的途中，被雪伍德森林的山賊襲擊，後受到羅賓他們幫助。在作為阿爾溫的人質時還有和討厭的黑爾福特主教舉行婚禮，後被羅賓他們救走就和他們一起行動。
威爾弗雷德·杭丁頓（Wilfred Huntingdon，配音員：三田友子）
羅賓的堂哥。愛稱：威爾（Will）。三兄妹的長男，是溫妮芙蕾德與芭芭拉的哥哥。一個心地很好的人。
在故事後半，為了使自己變強而自願成為馬奇的弟子，並自稱「疾風威爾（はやてのウィル）」。
溫妮芙蕾德·杭丁頓（Winifred Huntingdon，配音員：川村萬梨阿）
羅賓的堂妹。三兄妹的長女，威爾的妹妹，芭芭拉的姊姊。有著膽小的個性。
最初因為山賊馬奇搶奪了瑪麗安的黃金十字架，被小約翰奪過來送給她，讓她被吉爾伯特誤以為她就是瑪麗安而被抓走，因此就被帶到諾丁漢城堡去，導致瑪麗安後來到城堡獻出自己來救她。
芭芭拉·杭丁頓（Barbara Huntingdon，配音員：池本小百合）
羅賓的堂妹。三兄妹的長女，威爾與芭芭拉的妹妹。是個天真浪漫的樂觀者。據她本人的說法，他們三兄妹的父親已經過世了。
喬治·杭丁頓（George Huntingdon，配音員：田原阿爾諾、青年時期：伊倉一惠）
羅賓的父親。在羅賓一行人逃往雪伍德森林的半年前因為阿爾溫的命令而和瑪麗一起遭受意外死亡。年輕時曾經和瑪麗、塔克、阿爾溫是好朋友，但是後來阿爾溫出賣了他，不得不與阿爾溫為敵。在雪伍德森林受到汙染時，他化為森林的守護者（Guardian of the Forest）來保護雪伍德森林還有住在附近的居民。他在雪伍德森林得救後與瑪麗結婚了。
瑪麗·杭丁頓（Mary Huntingdon，配音員：村田美代子）
羅賓的母親。在羅賓一行人逃往雪伍德森林的半年前，因為阿爾溫的命令，而和喬治遭受意外死亡。年輕時曾經和喬治、塔克、阿爾溫是好朋友。在雪伍德森林得救後，與喬治結婚。
杭丁頓勳爵（Lord Huntingdon）
喬治的父親，也就是羅賓的爺爺。羅賓的父親喬治年輕時曾被當時的管家告知阿爾溫的父親說他和夫人（羅賓的奶奶）一起出門去旅行不在家。
塔克修士（Friar Tuck，配音員：緒方賢一、青年時期：島田敏；台灣：劉傑）
住在雪伍德森林附近的修士，是一個禿頭的中年大叔。他幫助在森林裡迷路的羅賓他們，之後他致力協助他們。喜歡發明，目標是在空中飛翔，此外也在專研人吵架時分開雙方的機器。
年輕時與羅賓的父親喬治、母親瑪麗還有阿爾溫四人是好朋友，但後來因為一件事情而和阿爾溫絕交。
湯瑪斯（Thomas，配音員：鈴木勝美）
塔克修士的徒弟，修行結束後返回雪伍德森林找塔克。由於他一開始有著奇怪的舉動，被羅賓漢誤以為他是阿爾溫派來暗殺他的殺手。

### 山賊集團
小約翰（Little John，配音員：島田敏；香港：李智良；台灣：李香生→于正昇）
雪伍德森林裡山賊集團的頭目。他自稱「大約翰（Great John）」，卻被羅賓他們很諷刺地稱呼為「小約翰」。個性剛強、行為粗暴，不過他對夥伴們也有很溫柔的一面。在阿爾溫率領士兵們把他們住處燒毀時，他和其他部下被迫住在雪伍德森林。在羅賓他們一行人來之後，經常一起和羅賓他們一起共同行動，不過也常常都和羅賓處在對立的立場上。他救了在河裡昏迷的溫妮芙蕾德後，就對她一見鍾情，而且時常送東西給她。
在阿爾溫把他和其他手下全數抓到城堡，要被處刑時，被阿爾溫賞識他的勇氣，而被迫成為王家侍衛隊隊長。
馬奇（Much，配音員：田中真弓）
小約翰的一位手下。他是磨坊主的兒子，母親住在巴頓鎮，所以實際上他算是離家出走，自稱「閃電馬奇（いかづちのマッチ）」。擅長使用棍子為武器，拿到的東西也很快上手。
在變成阿爾溫養育的侍衛隊隊員時，偶然被阿爾溫帶去扮成假王子，而被稱為理查二世（Richard II）。他是山賊集團裡唯一知道名字的人。

### 黑薔薇騎士團相關人物
吉爾伯特（Gilbert，配音員：關俊彥；台灣：于正昇）
黑薔薇騎士團的隊長。最初是阿爾溫的屬下騎士，最後是理查國王的屬下騎士。
年幼時父母雙亡，與妹妹克麗奧成為孤兒，之後被阿爾溫收養而進行報恩。但後來因為受到瑪麗安的影響，讓他背叛了阿爾溫而逃走。一時他在摔下懸崖後下落不明，但後來出現在羅賓與黑薔薇騎士團的打鬥上。他臉頰上的傷是在杭丁頓家的宅邸遇到羅賓時，被羅賓放出來的箭射傷臉頰；從那之後視羅賓漢為宿敵，只要看到羅賓就想殺了他。
在雪伍德森林的反撲災難後獲得重生，讓他臉頰上的傷痕消失了，並向羅賓漢冰釋前嫌而成為朋友，後來成為理查國王的部下。
克麗奧（Cleo，配音員：本多知惠子）
吉爾伯特的妹妹。父母雙亡後，和哥哥吉爾伯特流浪。在被阿爾溫男爵收養後，進入修道院過修女的生活。
最初她救了受傷的羅賓漢，並和他成為朋友；但後來阿爾溫欺騙她說吉爾伯特是被羅賓漢殺死的，讓她只好與羅賓為敵，其後加入了黑薔薇騎士團。
在羅賓漢找她談判時得知吉爾伯特當時下落不明的真相後，就和羅賓和好。後來她在確定吉爾伯特還活著後，在詢問阿爾溫時得到不能苟同的回答而想要反抗的時候，遭到阿爾溫囚禁。
在雪伍德森林的反撲災難時被吉爾伯特救走，並在獲得重生後與哥哥一起踏上遙遠的旅程。
古爾（Ghoul，配音員：田中正彥）
黑薔薇騎士團的騎士之一，是個很照顧克麗奧的副隊長。他十分尊敬他們的隊長吉爾伯特，誓死要找羅賓漢報仇，但後來在吉爾伯特復活出現後就不再視羅賓為敵。在反抗阿爾溫時遭到囚禁。在雪伍德森林的災難結束後，與吉爾伯特、克麗奧一起踏上遙遠的旅程。
奧茲瑪（Ozma，配音員：伊藤和晃）
黑薔薇騎士團的騎士之一，古爾的手下。他與古爾一樣十分尊敬吉爾伯特，誓死要找羅賓漢報仇，但後來在吉爾伯特復活出現後就不再視羅賓為敵。在反抗阿爾溫時遭到囚禁。在雪伍德森林的災難結束後，與吉爾伯特、克麗奧一起踏上遙遠的旅程。
蘭克（Ranker，配音員：辻勉）
黑薔薇騎士團的騎士之一，古爾的手下。他與古爾一樣十分尊敬吉爾伯特，誓死要找羅賓漢報仇，但後來在吉爾伯特復活出現後就不再視羅賓為敵。在反抗阿爾溫時遭到囚禁。在雪伍德森林的災難結束後，與吉爾伯特、克麗奧一起踏上遙遠的旅程。

### 諾丁漢城堡相關人物
阿爾溫男爵（Baron Alwine，配音員：江原正士）
諾丁漢郡的領主。愛稱：阿爾（Al）。他利用自己的野心來統治城鎮，如果反抗他將會被他豪不留情的燒了宅邸，是個非常冷酷無情的人，因此常常使諾丁漢的人們感到恐慌害怕。他盯上了逃進雪伍德森林的羅賓一行人還有瑪麗安身上的黃金十字架，他認為那個十字架可以讓他找到藏在雪伍德森林的財寶。
年輕時曾經和羅賓的父親喬治、母親瑪麗還有塔克四人是好朋友，但後來因為一件事情，而使的他和其他三人關係決裂。他當時很喜歡瑪麗，但後來卻被喬治搶走，讓他非常嫉妒，而發誓要進行報復，結果他那出賣靈魂的野心讓復仇得以成功。他最大的目標是想要成為國王阿爾溫一世（Alwine I）。
在經歷過雪伍德森林對他的反撲時，他原本打算放棄野心打算改邪歸正，但沒想到意外地闖進約翰親王暗殺理查國王的陰謀中，讓他的想當國王的野心再次復燃。當理查國王回來時，他被以暗殺國王和立假王子等罪名與黑爾福特主教、約翰親王、還有福克斯一起被從英格蘭放逐出境。
黑爾福特主教（Bishop of Hereford，配音員：島香裕）
向阿爾溫提供龐大的資金的主教。他是個喜好玩女人的色老頭，常常策劃著想與瑪麗安結婚，不過在他即將達成目的時卻被羅賓漢他們破壞而讓他傷心。他平時較常與阿爾溫在一起行動。
在經歷過雪伍德森林對他的反撲時，他原本打算放棄野心打算改邪歸正，但卻又被阿爾溫給慫恿，後來他發現阿爾溫想暗殺約翰親王然後把暗殺的罪名嫁禍給他，讓他嚇得逃離諾丁漢城堡，不過在加冕儀式的時候卻又回來當賣紀念幣的商人。當理查國王回來時，他被以暗殺國王和立假王子等罪名與阿爾溫男爵、約翰親王、還有福克斯一起被從英格蘭放逐出境。
亨利勳爵（Lord Henry，配音員：圓谷文彥）
阿爾溫男爵邀請來參加瑪麗安與黑爾福特主教婚禮的貴客，爵位是「伯爵」。在阿爾溫要進森林打獵的時候，他也被邀請參加狩獵。
蘭開斯特勳爵（Lord Lancaster，配音員：小島敏彥）
瑪麗安的父親。在瑪麗安被迫要和黑爾福特主教結婚時，送給瑪麗安的新娘裝裡放著一把匕首，作為不玷汙蘭開斯特家族的名聲時使用。在羅賓漢成功救走瑪麗安後，他完全把瑪麗安託付給羅賓漢了。
蘭開斯特夫人（Lady Lancaster，配音員：藤田聖子）
瑪麗安的母親。在瑪麗安被迫要和黑爾福特主教結婚時，非常不情願女兒瑪麗安嫁給黑爾福特。在羅賓漢成功救走瑪麗安後，她也完全把瑪麗安託付給羅賓漢了。
比利（Billy，配音員：高木涉）
諾丁漢城堡裡的一位士兵，看上了潛入城堡扮成女侍的馬奇。他是諾丁漢城堡的士兵裡唯一知道名字的人。
廚師（The Chief，配音員：櫻井敏治）
諾丁漢城堡裡的一名廚師，某次買下馬奇化裝成賣香菇的可憐孩子的睡菇。
阿爾溫的父親（Alwine's Father，配音員：秋元羊介）
阿爾的父親。在阿爾溫年輕時為服侍當時的諾丁漢城堡的領主。他曾經為阿爾溫摔傷的事情，氣沖沖跑到杭丁頓宅邸想找羅賓的爺爺·杭丁頓說喬治把他兒子阿爾溫弄受傷了，但當時杭丁頓和夫人一起出門旅行他並未見到，因此他反而訓斥當時待在宅邸裡的喬治。
由於領主不做事只會享樂，所有的重擔都落到他手上。他和吉布森為了雪伍德森林的銅礦，無法無天的欺負住在附近的百姓。在國王的使者下令要把礦山關閉，他因為想要保命而遵守關閉礦山的決議，結果讓他和吉布森在談判破裂後被對方捅了一刀而死。
黛美亞（Damia，配音員：叶木翔子）
阿爾的母親。因為她對於丈夫升遷無望，所以在阿爾溫年輕時希望他能夠成為一個有用的人，最好是成為在國王面前的可用之才。他非常討厭杭丁頓家的喬治，因為她認為是喬治故意把他的寶貝兒子騙出去弄受傷的。
吉布森（Gibson，配音員：西川幾雄）
吉布森公司的董事長，阿爾溫的父親生意上的工作夥伴，但他也是讓阿爾溫的父親無法升遷的罪魁禍首。他相當看重年輕時的阿爾溫，因為阿爾溫提供給他一座賺錢的礦山，並將此礦山命名為「吉布森礦山」。
他做起事來蠻橫不講理，並找人聯手欺負前來勸阻他停止挖礦的喬治與塔克。在國王的使者下令要把礦山關閉時，讓他非常憤怒，因為他不想失去一切他所投資的龐大金錢，他和阿爾溫的父親為了這件事在談判破裂也被對方捅了一刀而死。他死前不小心把桌上的蠟燭打翻，結果把他們倆和談判處都一併燒毀了。
諾丁漢城堡的領主（Lord of Nottingham Castle，配音員：西尾德）
上一代諾丁漢城堡的領主，阿爾溫的父親在當時服侍的鄉村領主。由於他不做事只會享樂，讓阿爾溫的父親工作時很艱辛。在阿爾溫的父親死後，他收養阿爾溫作為養子。在第32話黑爾福特主教提到在20年前「吉布森礦山」曾經以他的名義被強制封鎖了。
羅森（Lawson）
國王當時派出的大使，前來封閉產生毒物的礦山。
約翰親王（Prince John，配音員：二又一成）
英格蘭的國王（實際上是代理國王），理查國王的王弟。外表待人看似溫柔體貼，實際上是個內心險惡的人，他真正的目的是要除掉王兄理查並篡奪王位，本來在收了阿爾溫作為他的心腹後，但沒想到阿爾溫背著他立了假王子，讓他非常憤恨。當理查國王回來時，他被以暗殺國王和立假王子等罪名與福克斯、阿爾溫男爵還有黑爾福特主教一起被從英格蘭放逐出境。
福克斯（Fox，配音員：成田劍）
約翰親王的一位屬下，被指派暗殺理查國王的人。由於他一直暗殺理查國王不成功，而被約翰親王討厭，所以後來受不了轉而去投靠阿爾溫男爵。當理查國王回來時，他被以暗殺國王和立假王子等罪名與約翰親王、阿爾溫男爵還有黑爾福特主教一起被從英格蘭放逐出境。
理查國王（King Richard，配音員：麥人）
英格蘭的國王（實際上的國王），約翰親王的王兄。他在十字軍東征後就下落不明（實際上是被福克斯暗殺失敗時掉到河裡不見了）。後來他因為受到刺激而失去記憶並到處流浪，之後流浪到雪伍德森林時見到羅賓他們一行人。他曾經被小約翰取名為閃電比格（lightning Big）。在之後他恢復了記憶，並來到諾丁漢城堡來揭穿並粉碎掉王弟約翰想篡位的陰謀。

### 其他人物
吉斯本的蓋伊（Guy of Gisbourne，配音員：櫻井敏治）
賞金獵人殺手三人組。他們被阿爾溫男爵雇用來殺羅賓漢他們。他們三人有著強壯的體格，很容易破解山賊們的陷阱。沉默寡言，個性殘忍。後來他們吃了溫妮芙蕾德他們採的笑菇後，徹底的被笑菇的毒性打敗而哈哈大笑，後來他們被小約翰他們流放到河水上後就不知道哪裡去了。
愛德（Ed，配音員：高木涉）
救了羅賓漢與威爾的兄弟的哥哥。父親遭到阿爾溫的迫害而被處決，後來他和弟弟被凱恩出賣給阿爾溫。
克里斯（Chris，配音員：櫻井敏治）
救了羅賓漢與威爾的兄弟的弟弟。父親遭到阿爾溫的迫害而被處決，後來他和哥哥被凱恩出賣給阿爾溫。
凱恩（Kane，配音員：西尾德）
阿爾溫男爵的爪牙，他出賣的愛德兄弟的父親，還打算把羅賓漢抓去給阿爾溫男爵拿領賞，後被小約翰一行人洗劫後救出羅賓他們。
老人（Old Man，配音員：田口昂）
住在諾丁漢城附近的老爺爺。他是負責送被挑選的少女到城堡裡服侍新娘的承辦人，在他的幫助下羅賓他們一行人才有機會扮裝成少女進城救瑪麗安她們。
蘭格里夫人（Mrs. Langley，配音員：藤夏子）
塔克幫助某一戶人家的婦人，她在丈夫過世後，因為她兩個兒子派特與狄克為了土地紛爭而煩惱。由於最後塔克修士幫她讓兩兄弟和好，讓她是萬分感謝。
派特·蘭格里（Pat Langley，配音員：安西正弘）
蘭格里夫人的長男，為了住家的土地紛爭而和弟弟狄克鬧翻了，他贊成住家的土地出售。最後發現阿爾溫的手下干預時，終於兄弟倆團結起來，與狄克和好。
狄克·蘭格里（Dick Langley，配音員：目黑裕一）
蘭格里夫人的次男，為了住家的土地紛爭而和哥哥派特鬧翻了，他不贊成住家的土地出售。最後發現阿爾溫的手下干預時，終於兄弟倆團結起來，與派特和好。
戴維（Dave，配音員：鈴木勝美）
阿爾溫男爵的手下，刻意挑撥蘭格里兄弟的土地紛爭，為了求更進一步，帶一些手下喬裝時卻被羅賓和威爾他們發現，最後被塔克修士修理而感到害怕的逃跑了。
愛麗卡（Erica，配音員：彌生觀月）
羅賓在森林撿柴的時候遇到女性，由於她能把樹木變成枯樹的能力，讓羅賓覺得她是一位魔法師。平時她和父親摩斯一起在做燒煤炭的工作。
摩斯（Morse，配音員：松岡文雄）
愛麗卡的父親，一位燒煤炭的旅人。他曾經向羅賓他們透漏，他能夠有現在的成就，都要歸功於一位變成蛇的魔法師的幫忙。
朱儂（Junon）
20年前被摩斯遇到變成一條蛇的魔法師，他給摩斯三個願望，並一直希望摩斯能夠許下擁有龐大財寶的願望，可是並不成功，最後被摩斯許下要他當一條普通的蛇的願望後，他就變成一條普通的蛇，從此不說人話了。
波赫米（Bohemy，配音員：伊井篤史）
阿爾溫男爵雇來的馴獸師，想利用他訓練的獅子尼洛把住在雪伍德森林的山賊還有羅賓他們都吃掉。
蜜兒（Mill）
波赫米的女兒，與獅子尼洛的感情就像親姊弟一樣，但很不幸得了熱病死了。
蒙德羅傑伯爵（Earl of Monderroger）
以前治理某地方的伯爵，因為討厭與人來往，所以就在森林裡建了一座城堡，但是城堡裡不請傭人，而養了一些嚇人的野獸，專門被他在夜晚放出去嚇人。因為這樣的事情讓大家無法忍受，以至於之後那附近的村人在某個滿月夜出來向他反抗，把他養的野獸一一殺死，而他也被逼到絕路，在他自縊前發下了詛咒而死，聽說現在他化為幽靈來嚇人。
史坦克勒（Stencler）
某大戶人家，他們家族的寶劍被迫在蒙德羅傑伯爵的城堡裡被進行拍賣，在被打斷之前已經喊到900枚金幣了。
狄克生先生（Mr. Dickson，配音員：笹岡繁藏）
狄克生農場的主人，阿爾溫因為想要他的那塊地，不惜和阿爾溫男爵進行對抗。
哈利·狄克生（Mr. Dickson，配音員：鈴木勝美）
狄克生的長男，戴維與傑克的哥哥。他與父親一起對抗不講理的阿爾溫男爵。
傑克·狄克生（Mr. Dickson，配音員：平松晶子）
狄克生的三男，哈利與戴維的弟弟。很想要與父親一起對阿爾溫男爵，可是卻被父親決定要他到爺爺家避難，而他因為負氣而前往雪伍德森林找羅賓漢一行人來幫忙。
戴維·狄克生（Dave Dickson，配音員：櫻井敏治）
狄克生的次男，哈利的弟弟，傑克的哥哥。他也和父親一起留下來對抗阿爾溫男爵。
莉莉（Lily）
小約翰和馬奇在森林撿到的女嬰，由於一時找不到她的父母，讓小約翰決定養育她，要讓她成為山賊，並曾她取名為大約翰二世（Great John Jr.）。她最後被後悔遺棄她的母親安娜要回去照顧了。
安娜（Anna，配音員：淺野典子）
莉莉的母親，由於阿爾溫男爵為城裡的百姓課重稅，讓她不得以只好把還在嫱媬的莉莉遺棄在森林裡，但最後她後悔了，並找小約翰那兒要回了莉莉。
席爾夫（Sylph，配音員：堀內賢雄）
某地方小國家的義賊，他因為被賞金獵人追捕而受傷並逃亡到雪伍德森林，在那裡他對出現在他面前的溫妮芙蕾德一見鍾情，在雪伍德森林養病的期間，追他的賞金獵人為了找他出來，把溫妮芙蕾德抓起來作為誘餌，但最後他在羅賓一行人的幫助下，救出了溫妮芙蕾德後就和她道別離開了。
柯克（Kirk，配音員：幹本雄之）
羅賓他們一群人在森林裡遇到的尋礦師，他是受阿爾溫男爵的指派來調查上游的吉布森礦山的。溫妮芙蕾德見到他時，覺得他長得好像他們三兄妹的父親。他在尋礦時發現礦山有毒素而不能使用，想要阻止阿爾溫的手下們停止挖礦，可是卻沒想到被某位阿爾溫的手下那得到「若尋礦師發現吉布森礦山有異狀就滅口」的密召，但他為了保護芭芭拉不受阿爾溫的手下們干擾時，不巧背部中他們射出的箭後受傷而死。
隆（Ron）
與杭丁頓家有往來的農夫，因為家中孩子發高燒而進入被封鎖的雪伍德森林找藥材，後被阿爾溫的父親以違反規定的罪名要被判處絞刑時，他被森林的守護者（喬治）所救。
諾桑公爵（Duke of Northum）
華霍爾的主人。
華霍爾（Warhol，配音員：高木涉）
諾桑公爵的手下騎士，打敗過大盜黑鬍子的人，自稱正義的騎士，和羅賓漢一決高下過。
瓊斯（Jones，配音員：家中宏）
一個農夫，30歲左右，是個跟霉運很有緣的男人，以前曾經在城堡裡當過兵。他為了證明給他兒子看彼得看，因此決定要捉拿被通緝的羅賓漢。自稱：「惡夢的瓊斯（悪夢のジョーンズ）」。
瑪麗（Marie，配音員：磯邊萬沙子）
瓊斯的妻子，對於瓊斯要去捉拿羅賓漢的事情非常的反對。
彼得（Peter，配音員：冬馬由美）
瓊斯與瑪麗的兒子，由於父親太倒楣，使的他變成大家嘲笑的對象。當他父親瓊斯來雪伍德森林捉拿羅賓漢時，他不放心也到森林裡去找他爸爸了。
貝爾（Bale，配音員：秋元羊介）
瓊斯在森林裡遇到一位也是同樣要來捉拿羅賓漢的強壯男子，他自稱：「無敵的貝爾（マサカンのベイル）」。
寶波妮拉（Bourbonella，配音員：小宮和枝）
溫妮芙蕾德與芭芭拉被賞金獵人抓住的時候，前來拯救她們的黑髮女強盜，她是第14代強盜集團的首領。由於擔任強盜首領，餐點都是部下在做，所以從來沒有學過煮飯，後來她從溫妮芙蕾德這裡學到了做麵包。
寶波妮拉的父親（Bourbonella's Father）
寶波妮拉回憶她小時候時出現的父親，是第13代強盜集團的首領。
史坦（Stein，配音員：伊井篤史）
寶波妮拉的部下，一個身材嬌小還有著掃把頭的男子。
巴德（Budd，配音員：櫻井敏治）
寶波妮拉的部下，一個身材魁梧和獨眼的男子。
格蘭特（Grant，配音員：鈴木勝美）
阿爾溫男爵雇用來殺羅賓漢他們的殺手，擅長使用催眠毒氣來讓敵人麻痺後帶去交差。
假羅賓漢（Fake Robin Hood，配音員：伊倉一惠、真實聲音：櫻井敏治）
聽命於黑爾福特主教的手下，殺人放火、搶劫富商，讓小約翰他們誤以為羅賓漢已經開始變壞了，後被真羅賓漢識破。
假威爾（Fake Will，配音員：三田友子）
聽命於黑爾福特主教的手下，殺人放火、搶劫富商，讓小約翰他們誤以為威爾已經開始變壞了，後被真威爾識破。
旁白（Narrator，配音員：三田友子；台灣：李直平）
本故事的解說員。每話開場以一位坐在椅子上織衣女性的形象來擔任解說故事的部分。

### 登場的動物們
方格（Fang，配音員：櫻井敏治）
羅賓漢他們逃到雪伍德森林遇見的白頰鼯鼠。名字是瑪麗安覺得牠的牙很可愛，所以就以此給牠取名為「方格」。
山貓（Wildcat，配音員：櫻井敏治）
小約翰養的山貓。
巨大魚（Giant Fish，配音員：櫻井敏治）
住在雪伍德森林的河中的巨大魚，馬奇在看瑪麗安的十字架後突然出現後把他嚇得半死。
貓頭鷹（Owl，配音員：櫻井敏治）
吉爾伯特養的貓頭鷹，當吉爾伯特發生危險時會立刻飛去找他。
狼（Wolf，配音員：鈴木勝美）
住在雪伍德森林的一隻白狼，看起來是裡面的首領。牠把進入森林的阿爾溫的手下們擊的落花流水，其目的是為了保護牠的家人。
熊（Bear，配音員：櫻井敏治）
羅賓他們一行人在雪伍德森林遇到的一隻巨大又危險的熊。
白雷霆（White Thunder，配音員：櫻井敏治）
羅賓小時候他父親喬治送給他的一匹白馬，在羅賓小時候被父親喬治送給他作為禮物，他們倆就像親兄弟一樣。名字是羅賓在看到遠處的白色雷光後，就把牠命名為「白雷霆」。
在半年前牠曾經目睹自己的母親因為受到阿爾溫手下的嫡箭的干擾驚嚇造成在山路上馬車翻覆而死的慘況，所以造成留有只要聽到嫡箭的聲音就會昏迷的後遺症。
黑龍（Black Dragon，配音員：櫻井敏治）
吉爾巴特的馬，除了吉爾伯特外，沒有人可以駕馭牠，但是吉爾伯特的妹妹·克麗奧被牠認同可以駕馭牠。
鹿（Deer）
住在雪伍德森林裡的鹿，當小約翰他們食物中毒時，羅賓和威爾前去某地時，發現牠正在舔岩鹽。
尼洛（Nero，配音員：櫻井敏治）
波赫米養的獅子，被阿爾溫男爵利用作為獵殺住在雪伍德森林的人的怪獸，據波赫米的說法，他已經殘害兩位訓獸師了。牠之所以個性會變得如此殘暴，可能是在於波赫米的女兒蜜兒死去，馴獸師又不善待牠的關係。牠雖然在大家面前是隻可怕的野獸，可是在芭芭拉的面前卻溫馴的像隻貓咪，牠可能是把芭芭拉當成蜜兒了。

## 用語
雪伍德森林
諾丁漢郡的國王領地的森林。小約翰帶領的山賊就住在裡面，這裡面還有著不可思議的力量，好像有天馬和妖精居住的樣子。
諾丁漢城堡
阿爾溫治理的諾丁漢郡內部的城堡。城堡的上方有著被稱為「食火龍」的武器。巨大龍頭樣子的大砲隱藏在裡面，能夠打出藏有火藥的木桶。
黃金十字架
瑪麗安從奶奶那兒繼承的十字架。要得到雪伍德森林的財寶就必須靠它。
黑薔薇騎士團
為阿爾溫服侍的騎士團。由吉爾伯特擔任隊長。
大約翰一號、二號、三號
小約翰與其部下所做出的武器戰車，在必要的時候開出來攻擊阻礙他們辦事的敵人。

## 主題歌
- 片頭曲「Wood Walker」(第1話~第52話)
  - 作詞：安藤芳彥、作曲：山梨鐐平、編曲：奧慶一、主唱：下成佐登子
- 片尾曲「星空的迷宮」(第1話~第52話)
  - 作詞：安藤芳彥、作曲：山梨鐐平、編曲：奧慶一、主唱：下成佐登子

## 標題播映表
| 話數    | 日本副標題                                         | 中文副標題                                | 播映日         | 腳本              | 分鏡              | 演出            | 作畫監督 |
| ------- | -------------------------------------------------- | ----------------------------------------- | -------------- | ----------------- | ----------------- | --------------- | -------- |
| 第1話   | 森のエトランゼ                                     | 森林的陌生人                              | 1990年7月29日  | 川崎裕之          | 真下耕一          | 真下耕一        | 工藤柾輝 |
| 第2話   | 不思議の森・シャーウッド                           | 不可思議的森林·雪伍德                     | 1990年8月5日   | 川崎裕之          | 坂田純一          | 小林哲也        | 工藤柾輝 |
| 第3話   | 稲妻の彼方に                                       | 在閃電的對面                              | 1990年8月12日  | 川崎裕之          | 真下耕一          | 真下耕一        | 平田智浩 |
| 第4話   | 遠く遥かな調べ                                     | 前往遠處更遙遠去調查                      | 1990年8月19日  | 伊東恆久          | 高木真司          | 中村喜則        | 中山由美 |
| 第5話   | 無言の凶戦士                                       | 無言的兇惡戰士                            | 1990年8月26日  | 千葉克彥          | 工藤柾輝          | 大筆兵部        | 龜田貴志 |
| 第6話   | やっぱり山賊 やっぱり貴族                          | 果然是山賊，果然是貴族                    | 1990年9月2日   | 川崎裕之          | 森川滋            | 森川滋          | 井口宗一 |
| 第7話   | 背徳の道化師                                       | 不道德的小丑                              | 1990年9月9日   | 千葉克彥          | 高木真司          | 高木真司        | 後藤正行 |
| 第8話   | 突撃! ノッチンガム城                               | 突襲！諾丁漢城堡                          | 1990年9月16日  | 川崎裕之          | 殿勝秀樹          | 中村喜則        | 中山由美 |
| 第9話   | 裏切りの紳士                                       | 背叛的紳士                                | 1990年9月23日  | 伊東恆久          | 小林哲也          | 小林哲也        | 平田智浩 |
| 第10話  | 暗黒の塔                                           | 黑暗之塔                                  | 1990年9月30日  | 渡邊麻實          | 坂田純一          | 大筆兵部        | 龜田貴志 |
| 第11話  | 略奪された四人の花嫁!?                             | 被搶奪的四位新娘！？                      | 1990年10月7日  | 川崎裕之          | 高木真司          | 高木真司        | 朴炯仁   |
| 第12話  | 絶望のウェディングベル                             | 絕望的婚禮鐘聲                            | 1990年10月14日 | 千葉克彥          | 小林哲也          | 小林哲也        | 工藤柾輝 |
| 第13話  | こわれてめでたい結婚式!                            | 慶祝破碎的婚禮！                          | 1990年10月21日 | 川崎裕之          | 殿村秀樹          | 殿村秀樹        | 工藤柾輝 |
| 總集篇1 | シャーウッドの仲間たち 〜ロビンフッド登場〜        | 雪伍德的夥伴們 ～羅賓漢登場～             | 1990年10月28日 |                   |                   |                 |          |
| 總集篇2 | 森の英雄大活躍! 〜戦えロビンと仲間たち〜           | 森林英雄的大活躍！ ～戰鬥的羅賓與夥伴們～ | 1990年11月4日  |                   |                   |                 |          |
| 第14話  | 朝焼けのシルエット                                 | 朝霞下的人影                              | 1990年11月11日 | 伊東恆久 鶴田惠子 | 中村隆太郎        | 川端良廣        | 龜田貴志 |
| 第15話  | 過去からの贈物                                     | 來自過去的禮物                            | 1990年11月18日 | 伊東恆久          | 坂田純一          | 高村彰 真下耕一 | 中山由美 |
| 第16話  | 霧の中のさよなら                                   | 霧中的再見                                | 1990年11月25日 | 川崎裕之          | 小林哲也          | 小林哲也        | 平田智浩 |
| 第17話  | 涙、涙の山賊根性!                                  | 眼淚、流淚的山賊本性！                    | 1990年12月2日  | 千葉克彥          | 古川順康          | 高瀨節夫        | 井口宗一 |
| 第18話  | この緑 誰のもの!?                                  | 這個緣分，是誰的東西！？                  | 1990年12月9日  | 渡邊誓子          | 高木真司          | 川端良廣        | 龜田貴志 |
| 第19話  | 魔法使いの来た日                                   | 魔法師來的日子                            | 1990年12月16日 | 千葉克彥          | 殿村秀樹          | 殿村秀樹        | 井口宗一 |
| 第20話  | 恨みの心に弓が泣く                                 | 憎恨的心會讓弓哭泣                        | 1990年12月23日 | 川崎裕之          | 中村隆太郎        | 小林哲也        | 後藤正行 |
| 第21話  | こんにちは、森の王様                               | 你好！森林之王                            | 1991年1月13日  | 伊東恆久          | 古川順康 千葉大輔 | 高村彰          | 郷敏治   |
| 第22話  | 亡霊の棲む館                                       | 亡靈棲息的宅邸                            | 1991年1月20日  | 渡邊麻實          | 真下耕一          | 真下耕一        | 平田智浩 |
| 第23話  | 炎の超常能力                                       | 火焰的超自然能力                          | 1991年1月27日  | 千葉克彥          | 小林哲也          | 小林哲也        | 工藤柾輝 |
| 第24話  | 黒い衣の聖女                                       | 黑衣聖女                                  | 1991年2月3日   | 川崎裕之          | 山口直樹          | 川端良廣        | 龜田貴志 |
| 第25話  | 激戦! 黒薔薇騎士団                                 | 激戰！黑薔薇騎士團                        | 1991年2月10日  | 伊東恆久          | 中村隆太郎        | 高瀨節夫        | 井口宗一 |
| 第26話  | 嵐の中の二重奏（デュエット）                       | 暴風雨中的二重奏                          | 1991年2月17日  | 川崎裕之          | 殿勝秀樹          | 殿勝秀樹        | 後藤正行 |
| 總集篇3 | 森の息吹きを感じて 〜夢と冒険のシャーウッド〜      | 感受到森林的氣息 ～夢想與冒險的雪伍德～   | 1991年2月24日  |                   |                   |                 |          |
| 總集篇4 | くだけ!アルウィンの野望 〜マリアンの新たなる戦い〜 | 打碎！阿爾溫的野心 ～瑪麗安的新戰鬥～     | 1991年3月3日   |                   |                   |                 |          |
| 第27話  | おっぱい大作戦!?                                   | 乳房大作戰！？                            | 1991年3月10日  | 伊東恆久          | 松本佳久          | 高瀨節夫        | 龜田貴志 |
| 第28話  | 天翔る山賊根性                                     | 翱翔天際的山賊本性                        | 1991年3月17日  | 千葉克彥          | 千葉大輔          | 千葉大輔        | 本多哲   |
| 第29話  | そよ風の恋占い                                     | 微風的戀愛占卜                            | 1991年4月7日   | 渡邊麻實          | 高村彰            | 高村彰          | 工藤柾輝 |
| 第30話  | 奇襲! お宝強奪隊                                   | 驚襲！寶藏搶奪隊                          | 1991年4月14日  | 渡邊麻實          | 小林哲也          | 小林哲也        | 加野晃   |
| 第31話  | お宝強奪隊の逆襲                                   | 寶藏搶奪隊的反擊                          | 1991年4月21日  | 千葉克彥          | 中村隆太郎        | 千葉大輔        | 鄉敏治   |
| 第32話  | 封印された心                                       | 被封印的心                                | 1991年4月28日  | 千葉克彥          | 長見敏彥          | 高瀨節夫        | 井口忠一 |
| 第33話  | 嵐にかけた願い                                     | 在暴風雨的祈願                            | 1991年5月5日   | 川崎裕之          | 中村隆太郎        | 高村彰          | 後藤正行 |
| 第34話  | 復讐の黒い霧                                       | 復仇的黑霧                                | 1991年5月12日  | 川崎裕之          | 平田智浩          | 千葉大輔        | 平田智浩 |
| 第35話  | もうひとつの青春                                   | 另一個青春                                | 1991年5月19日  | 伊東恆久          | 小林哲也          | 小林哲也        | 本多哲   |
| 第36話  | もうひとつの誓い                                   | 另一個誓言                                | 1991年5月26日  | 伊東恆久          | 林正實            | 高瀨節夫        | 工藤柾輝 |
| 第37話  | シャーウッドの燃える日                             | 雪伍德燃燒的日子                          | 1991年6月2日   | 渡邊麻實          | 殿村秀樹          | 殿村秀樹        | 加野晃   |
| 第38話  | 森の財宝                                           | 森林的財寶                                | 1991年6月9日   | 川崎裕之          | 真下耕一          | 高村彰          | 井口宗一 |
| 第39話  | 十字架に祈りをこめて                               | 對十字架祈禱                              | 1991年6月16日  | 川崎裕之          | 小林哲也          | 小林哲也        | 工藤柾輝 |
| 總集篇5 | 優しい心を取り戻せ 〜クレオの涙は誰のために〜      | 取回溫柔的心 ～克麗奧為了誰的眼淚～       | 1991年6月23日  |                   |                   |                 |          |
| 總集篇6 | ほろびゆく森を救え! 〜ロビンフッド最後の戦い〜     | 去拯救要滅亡的森林 ～羅賓漢最後的戰鬥～   | 1991年6月30日  |                   |                   |                 |          |
| 第40話  | 悪魔のささやき                                     | 惡魔的呢喃                                | 1992年10月12日 | 川崎裕之          | 中村隆太郎        | 千葉大輔        | 後藤正行 |
| 第41話  | イングランドの反逆者                               | 英格蘭的反叛者                            | 1992年10月13日 | 千葉克彥          | 殿村秀樹          | 高瀨節夫        | 加藤晃   |
| 第42話  | 真実の湖                                           | 真實之湖                                  | 1992年10月14日 | 川崎裕之          | 坂田純一          | 小林哲夫        | 本多哲   |
| 第43話  | 決闘! ふたつの正義                                 | 決鬥！兩個正義                            | 1992年10月15日 | 伊東恆久          | 津田義三          | 津田義三 高村彰 | 朴炯仁   |
| 第44話  | 不運を呼ぶ男                                       | 遭來不幸的男子                            | 1992年10月16日 | 千葉克彥          | 平田智浩          | 千葉大輔        | 平田智浩 |
| 第45話  | 憧れの女盗賊                                       | 憧憬的女盜賊                              | 1992年10月19日 | 渡邊麻實          | 真下耕一          | 高村彰          | 後藤正行 |
| 第46話  | いかづちのビッグ                                   | 閃電比格                                  | 1992年10月20日 | 川崎裕之          | 小林哲也          | 小林哲也        | 本多哲   |
| 第47話  | 澄んだ瞳の中に                                     | 清澄的瞳孔中                              | 1992年10月21日 | 川崎裕之          | 中村隆太郎        | 高瀨節夫        | 井口忠一 |
| 第48話  | 全滅! 森の山賊軍団                                 | 全數殲滅！森林的山賊軍團                  | 1992年10月22日 | 伊東恆久          | 高村彰            | 高村彰          | 齊藤文麻 |
| 第49話  | 森の王子様                                         | 森林的王子                                | 1992年10月23日 | 伊東恆久          | 千葉大輔          | 千葉大輔        | 朴炯仁   |
| 第50話  | さよならの決意                                     | 再見的決心                                | 1992年10月26日 | 渡邊麻實          | 真下耕一          | 高瀨節夫        | 敷島博英 |
| 第51話  | 悪魔の戴冠式                                       | 惡魔的加冕                                | 1992年10月27日 | 川崎裕之          | 小林哲也          | 小林哲也        | 平田智浩 |
| 第52話  | 少年は永遠（とわ）に                               | 少年永遠都在                              | 1992年10月28日 | 川崎裕之          | 真下耕一          | 高村彰          | 井口忠一 |

## 外部連結
- （日語） 作品資料庫 - 龍之子
- （日語） 東京都會電視台 （页面存档备份，存于）
- 罗宾汉大冒险國語授權版 （页面存档备份，存于）
- 互联网电影数据库（IMDb）上《羅賓漢大冒險》的资料（英文）